# Eugen Warming
Eugen Warming, tên đầy đủ Johannes Eugenius Bülow Warming, (3 tháng 11 năm 1841 - 2 tháng 4 năm 1924) là một nhà thực vật học người Đan Mạch và là người đặt nền tảng cho môn sinh thái học. Warming viết sách giáo khoa về đề tài này lần đầu năm 1895 và lập giáo trình đại học đầu tiên về sinh thái học thực vật. Dù Ernst Haeckel là người đưa ra thuật ngữ "sinh thái học" (năm 1866), nhưng chính Eugen Warming mới là người góp sức cơ bản lập ra môn này. "Nếu một cá nhân có thể được chọn ra để vinh danh như người sáng lập môn Sinh thái học, thì Warming sẽ được ưu tiên".

## Cuộc đời và sự nghiệp
Eugen Warming sinh tại đảo nhỏ Mandø ở Vùng biển lội (Wadden sea) phía tây bán đảo Jutland, là con duy nhất của mục sư Jens Warming (1797-1844) và bà Anna Marie von Bülow af Plüskow (1801-1863). Sau khi cha chết sớm Warming theo mẹ về sống với người cậu ruột ở Vejle (tây Jutland). Warming học trường nông thôn ở Nørup, rồi trường Ribe katedralskole (tương đương trung học cấp II) và tốt nghiệp năm 1859. Sau đó Warming bắt đầu học môn lịch sử vạn vật ở Đại học Copenhagen và đã góp một chương về bãi cây sồi ở phía tây Jutland trong sách De danske skove (Các rừng Đan Mạch; 1863) của giáo sư Christian Vaupells. Năm 1863, Warming sang Lagoa Santa (Brasil) làm thư ký cho nhà cổ sinh vật học Peter Wilhelm Lund trong 3 năm rưỡi (1863-1866).
Trở về châu Âu, Warming học ở Đại học München và năm 1871 tại Đại học Bonn (Đức). Cùng năm, Warming hoàn thành luận án và được cấp bằng tiến sĩ tại Đại học Copenhagen. Warming được bổ làm phó giáo sư môn thực vật học ở Đại học Copenhagen, Đại học Kỹ thuật Đan Mạch và Đại học Dược khoa từ 1873 tới 1882. Năm 1882 Warming làm giáo sư thục vật học ở trường Cao đẳng Stockholm (nay là Đại học Stockholm) tới năm 1885. Vì là giáo sư cao niên nên Warming được bầu làm hiệu trưởng. Năm 1885 Warming trở về làm giáo sư môn thực vật học ở Đại học Copenhagen kiêm Giám đốc Vườn bách thảo, sau đó làm hiệu trưởng Đại học Copenhagen năm 1907-1908. Năm 1911 Warming nghỉ hưu nhưng vẫn tiếp tục nghiên cứu cho tới khi qua đời.
Eugen Warming kết hôn với Johanne Margrethe Jespersen (tức Hanne Warming 1850-1922) ngày 10 tháng 11 năm 1871. Họ có tám người con.
Liên kết ngoài: Ancestors and descendents 
Eugen Warming đã viết rất nhiều sách giáo khoa về thực vật học, địa lý thực vật và sinh thái học. Các sách này được dịch ra nhiều thứ tiếng và có ảnh hưởng rộng rãi đối với đương thời cũng như sau này. Quyển quan trọng nhất là quyển "Plantesamfund" (Quần thể thực vật). Trong sách này Warming đã mô tả các yếu tố ảnh hưởng tới các cây như ánh sáng, nhiệt độ, độ ẩm, chất đất và các động vật. Ông ta cũng chú ý tới các mối liên quan hỗ tương giữa thực vật và động vật như sự hội sinh (commensalism), sự cộng sinh (symbiosis), sự hỗ sinh (mutual) và sự ký sinh (parasitism). Ông ta cũng đề nghị phân loại thực vật chuyển biến theo sự có mặt của nước trong ánh nắng và đặt tên cho cây ưa ẩm ướt là "hydrophyte" (cây ưa nước) và loại cây tìm sự khô ráo là "xerophyte" (cây ưa khô cạn). Ông ta cũng nói đến cây trung sinh (ưa độ ẩm vừa phải) (mesophyte) và cây ưa mặn (halophyte). Quyển này được dịch sang tiếng Đức và được xuất bản 4 lần (1896, 1902, 1918 và 1933), tiếng Ba Lan (1900), tiếng Nga (1901 và 1903), tiếng AnhOecology of Plants - An introduction to the study of plant-communities. Ngoài quyển trên, còn một quyển quan trọng khác là Haandbog i den systematiske Botanik (Sổ tay về Thực vật học hệ thống). Quyển này cũng được dịch sang tiếng Đức và xuất bản 4 lần (1890, 1902, 1911, 1929), tiếng Nga 2 lần (1893, 1898), tiếng Anh (1895): A handbook of systematic botany, tái bản nhiều lần, lần chót năm 1932.

## Các chuyến đi khảo sát
- Brasil (Lagoa Santa) 1863-1866
- Greenland (1884) (Xem hình: Fylla  ved Qeqertarsuaq/Godhavn Lưu trữ ngày 6 tháng 2 năm 2012 tại Wayback Machine; Các sĩ quan và các nhà khoa học, Warming ở giữa[liên kết hỏng]; Warming trên thuyền với đoàn người chèo[liên kết hỏng]
- Na Uy (Finnmark) (1885)
- Na Uy (Dovre) (1887)
- Venezuela, Trinidad, Antilles (1891-1892)
- Quần đảo Faroe (1896)

## Các chuyến đi tiếp xúc và dự hội nghị
Eugen Warming đã tới thăm và tiếp xúc với các trường Đại học Strasbourg, Đại học Paris (1876), Đại học Göttingen, Đại học Jena, Đại học Bonn (1880). Ông cũng tham dự nhiều cuộc hội thảo khoa học ở Bắc Âu từ 1868-1916 và cuộc hội thảo khoa học ở Breslau (Đức) năm 1874. Năm 1877 ông tham dự Hội nghị thực vật quốc tế ở Amsterdam (Hà Lan), ở Viên (Áo) (1905) và Brussels (Bỉ (1910). Ngoài ra ông cũng dự lễ kỷ niệm Carl Linnaeus tại Uppsala (Thụy Điển) (1907) và Charles Darwin tại London (1908).

## Tưởng thưởng
- Huân chương Dannebrog hạng nhất của Đan Mạch
- Huân chương Royal Victorian Order hạng 3 (Commander) của Anh Quốc
- Huân chương Imperial Order of the Rose của Brasil
- Warming là Viện sĩ thông tấn (ngành thực vật) Viện Hàn lâm Khoa học Pháp[4]
- Viện sĩ Viện Khoa học Hoàng gia Đan Mạch (từ 1878)
- Chủ tịch Hiệp hội Quốc tế các nhà thực vật học (Asociation internationale des botanistes) (1913)
- Hội viên danh dự của Viện Hàn lâm Hoàng gia London
- Hội viên danh dự của Hội thực vật Đan Mạch
- Tên Warming được dùng đặt cho cây hoa lan Warmingia Rchb.f. và hàng tá loài cây khác

IPNI được đặt theo tên ông ta để vinh danh. Cũng có một vùng đất mang tên Warming Land ở cực bắc Greenland. Ngoài ra Đại học Federal de Minas Gerais đã tổ chức một loạt giáo trình Eugen Warming sề sinh thái học tiến hóa từ năm 1994